# Sam & Max: Im Theater des Teufels
Die dritte Staffel von Telltale Games' Episoden-Point-and-Click-Adventure erschien auf Englisch unter dem Titel Sam & Max: The Devil's Playhouse ab April 2010. Anders als die englischen Episoden, die einzeln als Download verfügbar waren, veröffentlichte Daedalic Entertainment im Oktober 2011 alle fünf Teile auf einer DVD unter dem Namen Sam & Max: Im Theater des Teufels auf Deutsch, inklusive einer Bonus-DVD mit der ersten Staffel.

## Handlung
Die Protagonisten der Spielereihe sind Sam und Max, das New Yorker Ermittler-Duo. Der Spieler steuert überwiegend Sam, kann aber auch häufig auf Max übersinnliche Fähigkeiten, die sich als roter Faden durch alle Episoden ziehen, zurückgreifen. Jede Episode erzählt eine eigene Geschichte, jedoch sind alle inhaltlich miteinander verbunden.

### Episoden
- The Penal Zone (deutscher Titel: Der Straf-Raum): Der bösartige Weltraumgorilla Stun-k'afe landet mit seinem Raumschiff in New York, um dort die Spielzeuge der Macht zu suchen. Mit eben jenen müssen Sam und Max ihn aufhalten und die Stadt vor der Zerstörung bewahren.

- The Tomb of Sammun-Mak (Das Grab des Sammun-Mak): Sam und Max finden in einem Heizungskeller vier Stummfilmrollen, die die Geschichte ihrer Vorfahren Sammeth und Maximus zeigen. Durch die Filmrollen können sie in die Vorfahren schlüpfen und sollen aus dem Grabmal des Sammun-Mak die Spielzeugkiste des Teufels stehlen.

- They Stole Max's Brain (Sie haben Max' Hirn entführt!): Während Sam und Max in der letzten Episode die Filme anguckten, hat General Stun-k'afe Max' Gehirn geklaut. Um Max' Hirn wiederzuerlangen, setzt er das Gehirn des Pharao Sammun-Mak in Max' Körper ein. Dieser nutzt den Körper um die Weltherrschaft zu erlangen und alle Menschen in willenlose Sklaven zu verwandeln. Sam und Max' Gehirn müssen ihn stoppen und Max seinen Körper zurück beschaffen.

- Beyond the Alley of the Dolls (Jenseits der Puppengasse): Die Stadt wird von einer Invasion von Sam-Klonen heimgesucht, die nach Spielzeugen der Macht suchen. Es stellt sich heraus, dass diese Klone von einem Spielzeug der Macht, der Handpuppe Charlie Ho-Tep, gesteuert werden, die einen Dämon in diese Dimension holen will. Im Endkampf gelingt es Max, die Spielzeugkiste des Teufels zu zerstören und alle Spielzeuge der Macht zu vernichten. Leider verwandelt er sich dadurch in ein Monster.

- The City That Dares Not Sleep (Die Stadt, die nicht zu schlafen wagt): Sam und ein Expertenteam gelangen in den Körper des riesigen Monsters in das sich Max verwandelt hatte. Dort gilt es den Tumor zu entfernen, für den sich Max' Über-Ich verantwortlich zeigt, um Sams Partner wieder auf Normalmaß zu bringen.

## Produktionsnotizen

### Synchronisation
| Originalstimme    | Deutsche Stimme    | Rolle              |
| ----------------- | ------------------ | ------------------ |
| David Nowlin      | Claus Brockmeyer   | Sam                |
| William Kasten    | Sandra Schwittau   | Max                |
| Roger L. Jackson  | Christoph Jablonka | General Stun-Ka’fe |
| Andrew Chaikin    | Thomas Albus       | Papierwaite        |
| Roger L. Jackson  | Manfred Erdmann    | Opa Stinky         |
| Melissa Hutchison | Sabine Gutberlet   | Stinky             |
| Andrew Chaikin    | Kai Taschner       | Erzähler           |
| Nicki Rapp        | Kathrin Simon      | Sammun-Mak         |
| Vegas Trip        | Thomas Rauscher    | Sal                |
| Peter Barto       | Gerhard Acktun     | Flint Paper        |
| Tim Talbot        | Michael Rüth       | Harry Maulmann     |
| William Kasten    | Walter von Hauff   | Jürgen             |

## Rezeption
Sam & Max: The Devil's Playhouse wurde überwiegend positiv bewertet. Die Rezensionsdatenbank Metacritic aggregierte Rezensionswertungen für die einzelnen Folgen zu Werten zwischen 73 für die Playstation-Version von Folge 3 und 85 für die Playstation-Version von Folge 2.